# Повторные новые

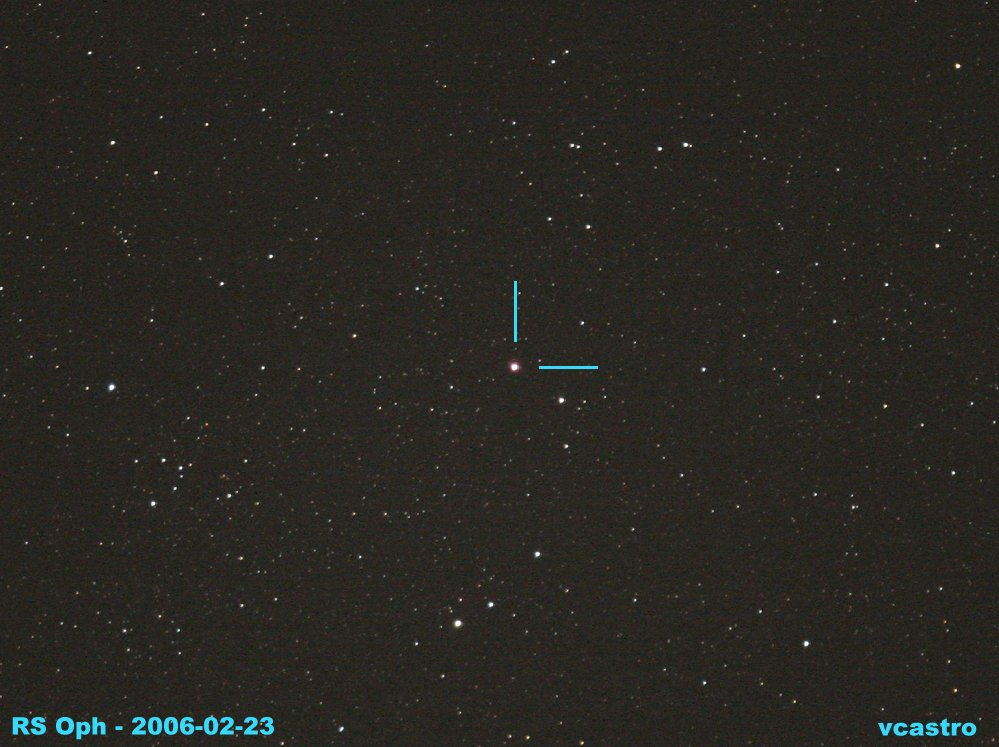
Вспышка повторной новой RS Змееносца 12 февраля 2006 года

Повторные новые — класс новых звёзд, у которых наблюдаются мощные вспышки c интервалом в несколько десятков лет. При этих вспышках звезда становится ярче в среднем на 10 звёздных величин.
Есть по крайней мере два класса повторных новых:
- Повторные новые типа U Скорпиона. У звёзд этого типа раздувшаяся звезда-компаньон потеряла большую часть своих внешних слоев во время перетекания материала на горячий массивный белый карлик.

- Повторные новые типа RS Змееносца. Это двойные системы, которые состоят из красного гиганта и массивного белого карлика. Взрыв происходит во внешних слоях красного гиганта и вызван термоядерной реакцией материала, аккрецировавшего на белый карлик.

У повторных новых и классических новых выброшенная оболочка может быть обнаружена спектроскопически, а у карликовых новых это невозможно.

## История наблюдений повторных новых
Первая повторная новая была обнаружена в 1902 году: ею стала T Компаса, вспыхивавшая до этого в 1890 году. Повторная вспышка новой звезды показалась нехарактерной для обычных новых, и эту звезду перевели в класс новоподобных звёзд. Но вскоре были открыты ещё несколько повторных новых, а T Компаса к настоящему времени повторила вспышки ещё четыре раза.
Эти катаклизмические переменные привлекают внимание из-за невероятной амплитуды их блеска, как правило, 8—12 величин, и редкости этих событий. Многие из этих вспышек происходят раз в жизни астронома, в этом смысле они похожи на появление кометы Галлея.
Сейчас собраны данные о более чем 200 вспышках новых и сверхновых звезд, замеченных в древности, и среди них, несомненно, встречаются и ярчайшие повторные новые. В древности замечались только самые яркие вспышки — не слабее 3-й звездной величины.
В районе CI Орла, вспыхнувшей в 1918 году, вспышки наблюдались и ранее. Европейские наблюдатели видели вспышки на этом месте около 125 года и, возможно, в 1612 году. На месте GK Персея, вспыхнувшей в 1901 году, была замечена вспышка в 839 году.

## Первая теория повторных новых
В 1934 году советские астрономы П. П. Паренаго и Б. В. Кукаркин сравнили амплитуды и продолжительность циклов повторных новых звезд и переменных типа U Близнецов. Оказалось, что чем больше амплитуда, тем больше и время между вспышками: у переменных типа U Близнецов и амплитуды, и промежутки между вспышками меньше, чем у повторных новых. Следовательно, если обычные новые звезды имеют ещё большие амплитуды блеска, то они должны повторять свои вспышки через более длительные промежутки времени. Они вывели зависимость «средняя продолжительность цикла—средняя амплитуда» для карликовых новых:
{\displaystyle A=0^{m},4+1^{m},85\cdot \lg P}
Здесь {\displaystyle A} — амплитуда в фотографических лучах, а продолжительность цикла {\displaystyle P} выражена в сутках.
По немногочисленным известным в то время повторным новым Кукаркин и Паренаго сделали вывод, что зависимость эта, по-видимому, применима и к повторным новым. В те времена была известна новая T Северной Короны, вспыхивавшая в 1866 году. Более ранние вспышки этой звезды не наблюдались, однако сравнительно небольшая амплитуда вспышки (8m) сближала T Северной Короны с повторными новыми. Кукаркин и Паренаго рискнули предсказать повторную вспышку звезды через 80—100 лет после вспышки 1866 года. Если выведенная взаимосвязь между амплитудами и циклами существует в действительности, то эта новая звезда по их расчетам должна была повторить вспышку между 1926 и 1966 гг.
8 февраля 1946 года любитель астрономии, путевой обходчик А. С. Каменчук, хорошо знавший звездное небо, обнаружил в созвездии Северной Короны «лишнюю» звезду 2-й величины (такую величину в этом небольшом созвездии имела лишь самая яркая её звезда — Гемма). Астрономы-профессионалы заметили эту звезду лишь 9 февраля, когда она уже стала слабеть.
Однако этот пример крайне удачного научного прогноза не совсем корректен. Действительно, он основан на свойствах переменных звезд совсем другого типа, с иной природой и энергетикой вспышек (чего не знали Кукаркин и Паренаго). Кроме того, T Северной Короны — не вполне типичный представитель повторных новых, с гигантом вместо субгиганта в качестве поставщика вещества, аккрецируемого на белый карлик, а следовательно, с более высоким вкладом этого компонента в суммарный блеск системы и, как следствие, с заниженной амплитудой.

## Повторные новые и классические новые

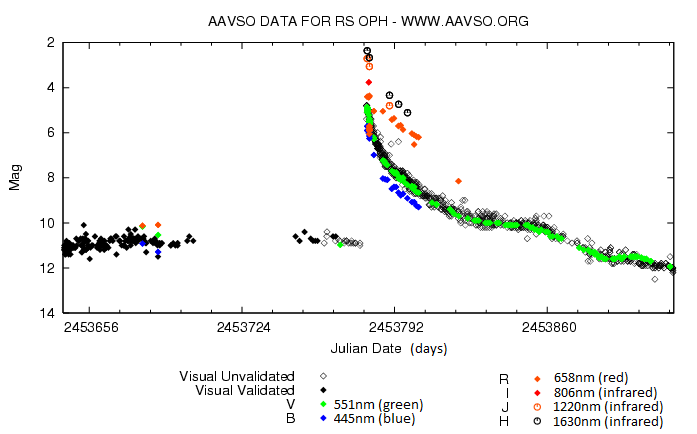
Кривая блеска вспышки RS Змееносца 12 февраля 2006 года. Различные цвета отражают яркость в различных цветовых диапазонах

В общем каталоге переменных звезд (ОКПЗ) повторные новые включены в ту же категорию, что и новые звезды, однако выделяются особенности их кривых блеска и обозначаются как «NR», то есть периодические, с тем только отличием, что две или более вспышек разделены промежутком в 10-80 лет. Это означает, что механизм вспышки, орбитальные периоды, спектры и характер компонентов этих тесных двойных систем такие же или почти такие же, как у классических новых звёзд.
Классические новые — это тесные двойные системы с орбитальными периодами от 0,05 до 230 дней. Основной компонент в них — горячий белый карлик, а вторичный, более холодный, компонент может быть гигантом, субгигантом, или карликом спектрального класса К или М.
Время, необходимое для перехода от состояния вспышки к состоянию покоя, у них порядка 1—3 дня. То же самое, вероятно, справедливо для повторных новых.
Причиной вспышки классической новой является термоядерная реакция на поверхности белого карлика. После нескольких лет массообмена между звёздами температура и давление на поверхности белого карлика становятся достаточными для взрыва. Масса этого материала может достигать 30 земных. Как только температура становится достаточно высокой, этот слой начинает расширяться. Скорость расширения оболочки за минуты может достигнуть 3 000 км/с, а её светимость — 100 000 солнечных. За 1 000 дней или около того оболочка расширяется до такой степени, что её можно рассматривать как туманность, окружающую звёздную пару. За сотни лет оболочка рассеивается в межзвездной среде.
Пока новая не повторит вспышки, она ничем не отличается от новых с одной зарегистрированной вспышкой: среди повторных новых есть и быстрые и медленные; абсолютные величины повторных новых такие же, как у обычных новых. Однако по амплитудам блеска, деталям спектра и другим особенностям повторные новые сходны между собой больше, чем с обычными новыми (не имевшими повторных вспышек). Так, амплитуды колебания блеска почти у всех повторных новых меньше, чем у обычных.
Большинство новых звезд, вероятно, вспыхивают более одного раза в жизни. Масса материала, который необходимо накопить для запуска вспышки, зависит от массы белого карлика. В системах с белым карликом в 0,6 солнечной массы время накопления (время между вспышками) может достигать 5 миллионов лет, а в системе с белым карликом с массой 1,3 солнечной — 30 000 лет.
Таковы же механизмы и повторных новых. Но могут ли они быть системами того же типа, но с ещё более массивным белым карликом? Теоретически это возможно. Темп аккреции системы с белым карликом 1,4 солнечной массы может соответствовать времени накопления менее 100 лет. Одной из таких систем может быть T Компаса. Но в настоящее время всё же не ясно, является ли механизм вспышки всех повторных новых таким же, как и для классических новых, или у некоторых из них вспышки связаны с действием звёздного ветра или с неустойчивостью в аккреционных дисках.

## Связь повторных новых с некоторыми сверхновыми типа Ia

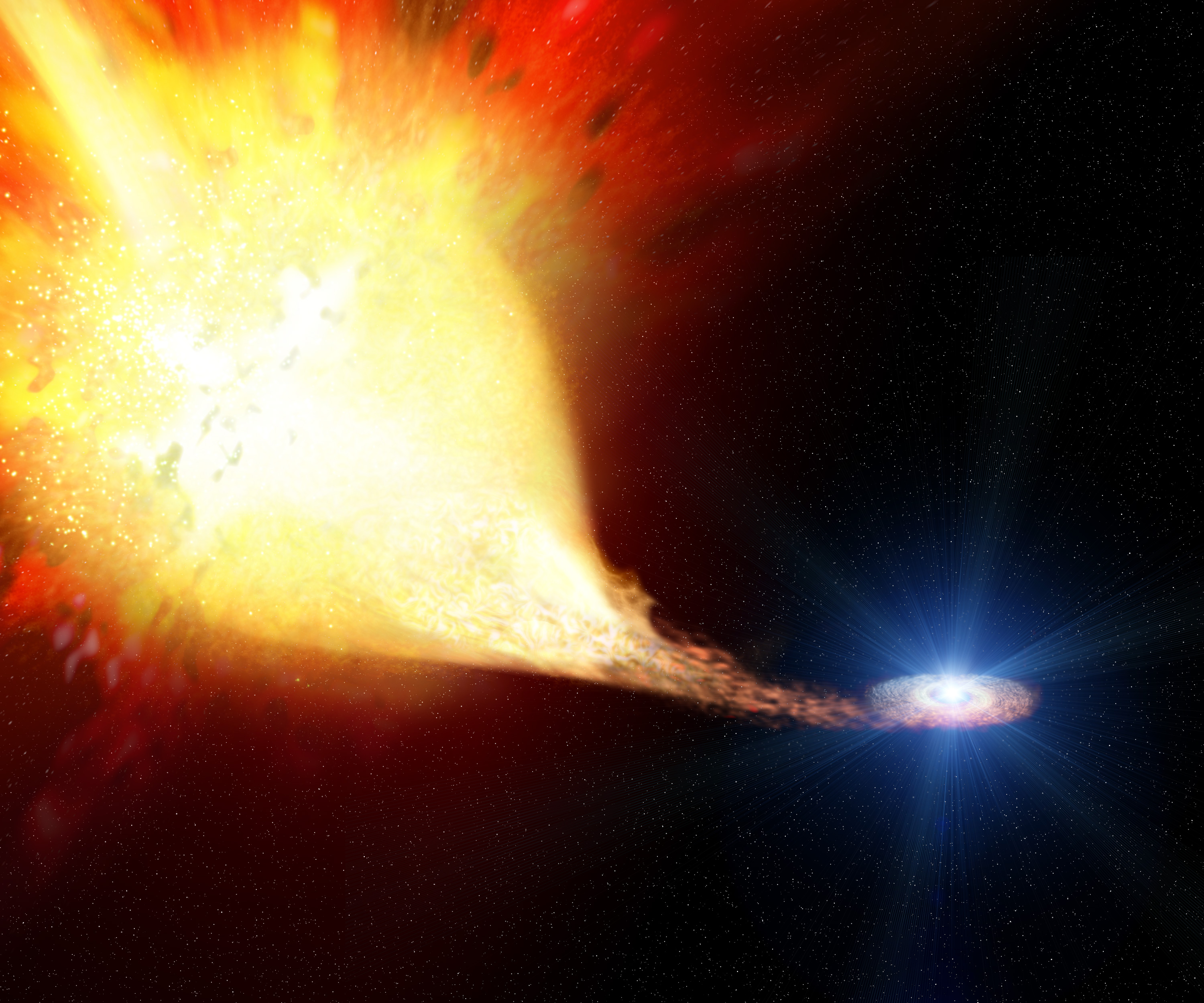
Аккреция вещества на белый карлик (рисунок)

Ещё более интересна возможность того, что повторные новые могут быть прародителями сверхновых типа Ia. Наблюдения вспышек классических новых и туманностей, образующихся в результате вспышек, указывают на то, что белые карлики могут во время повторных вспышек терять массу. Однако самые тяжелые белые карлики, с их более высоким темпом аккреции, могут фактически наращивать массу со временем. Хотя большая часть аккрецировавшего вещества сбрасывается во время вспышки, какая-то часть его сохраняется. Масса белых карликов некоторых повторных новых в настоящее время выросла почти до предела Чандрасекара и вскоре они могут взорваться как сверхновая типа Ia.

## Наблюдения повторных новых
В силу своей редкости периодические новые чрезвычайно интересны для астрономов. Наблюдения этих звезд на протяжении десятилетий — чрезвычайно ценный вклад, который визуальный наблюдатель, в том числе любитель, может внести в науку, но эта задача не из легких.
Лесли Пельтье, один из лучших наблюдателей AAVSO, безуспешно следивший за T Северной Короны долгие годы, пишет в своей книге «Звёздные ночи» («Starlight Nights»):

С 1920 года я наблюдал её при каждом удобном случае. Уже более двадцати пяти лет я смотрел на неё от ночи к ночи, как она ворочается в своём прерывистом сне. Однажды ночью в феврале 1946 года она зашевелилась, медленно открыла глаза, а затем быстро отбросила одеяло и встала! Почти восемьдесят лет прошло с тех пор как звезда разрушила симметрию Северной Короны. И где был я, её самозваный опекун, в тот самый момент — ночь, когда она проснулась? Я спал!
Пельтье поставил будильник на 2:30 ночи, чтобы наблюдать переменные. Когда он поднялся, небо было ясным и звезды ярко сияли, но он решив, что ночь слишком холодная, вернулся в постель.

## Известные повторные новые
Понятие повторной новой условно: можно сказать, что все новые являются повторными, различие состоит только в интервалах между вспышками. Решающим подтверждением гипотезы Кукарина-Паренаго было бы обнаружение повторности вспышек обычных новых звезд с большими амплитудами. Но интервал между их вспышками составляет тысячи лет, и ожидание их повторения выглядит безнадежным. Астрономы ждут вспышек других повторных новых звезд, наблюдавшихся в XX веке и ранее: наблюдения за ними исключительно важны.
В таблице представлены известные повторные новые.
| Имя               | Сокращение | Звёздная величина, max—min | Годы вспышек                                                     | Астрономические координаты (2000) |
| ----------------- | ---------- | -------------------------- | ---------------------------------------------------------------- | --------------------------------- |
| T Компаса         | T Pyx      | 6,5—15,3                   | 1890, 1902, 1920, 1944, 1966, 2011                               | 09ч 04м 41,50с −32° 22′ 47,60″    |
| IM Наугольника    | IM Nor     | 7,8—22,0                   | 1920, 2002                                                       | 15ч 39м 26,38с −52° 19′ 18,70″    |
| T Северной Короны | T CrB      | 2,0—11,3                   | 1866, 1946                                                       | 15ч 59м 30,20с +25° 55′ 13,00″    |
| U Скорпиона       | U Sco      | 8,8—19,5                   | 1863, 1906, 1917, 1936, 1945, 1969, 1979, 1987, 1999, 2010, 2022 | 16ч 22м 30,78с −17° 52′ 43,30″    |
| RS Змееносца      | RS Oph     | 4,3—12,5                   | 1898, 1933, 1958, 1967, 1985, 2006, 2021                         | 17ч 50м 13,17с −06° 42′ 28,60″    |
| V745 Скорпиона    | V745 Sco   | 11,2—21                    | 1937, 1989, 2014                                                 | 17ч 55м 22,27с −33° 14′ 58,50″    |
| V394 Южной Короны | V394 CrA   | 7,2—18,8                   | 1949, 1987                                                       | 18ч 00м 26,04с −39° 00′ 32,80″    |
| V3890 Стрельца    | V3890 Sgr  | 8,4—17,2                   | 1962, 1990, 2019                                                 | 18ч 30м 43,27с −24° 01′ 8,20″     |
| CI Орла           | CI Aql     | 8,8—15,6                   | 1917, 2000                                                       | 18ч 52м 3,56с −01° 28′ 38,90″     |
| V2487 Змееносца   | V2487 Oph  | 9,5—17,7                   | 1900, 1998                                                       | 17ч 31м 59,81с −19° 13′ 55,60″    |